# ピカチュウとイーブイ☆フレンズ
『ピカチュウとイーブイ☆フレンズ』は2013年7月13日に『劇場版ポケットモンスター ベストウイッシュ 神速のゲノセクト ミュウツー覚醒』と同時上映された劇場版アニメ作品。

## ストーリー
ピカチュウ、ミジュマル、キバゴ、ヤナップの4匹のポケモンたちは花畑にやって来た。その花畑でピカチュウたちはむすびつきポケモン・ニンフィアに出会う。そしてイーブイに迎えられ、彼らの住む大きな家で楽しいお泊まり会が始まった。

## キャスト
- ピカチュウ - 大谷育江
- ミジュマル - 福圓美里
- キバゴ - 津田美波
- ヤナップ - 藤村知可
- ニャース - 犬山イヌコ
- ソーナンス - うえだゆうじ
- イーブイ - 伊瀬茉莉也
- サンダース - 林原めぐみ
- エーフィ - 井上喜久子
- ブラッキー - 佐藤智恵
- グレイシア - 渡辺明乃
- シャワーズ - 古島清孝
- ブースター - 悠木碧
- ゴチルゼル - 朴璐美
- ニンフィア - 中川翔子
- リーフィア - 井上喜久子
- ゴチミル - 佐藤智恵
- ゴチム - 西村ちなみ
- マニューラ - 伊瀬茉莉也
- フカマル - 古島清孝
- ナレーション - 前田敦子

## スタッフ
- 原案 - 田尻智、増田順一、杉森建
- スーパーバイザー - 石原恒和、久保雅一
- アニメーション監修 - 小田部羊一
- エグゼクティブプロデューサー - 浅井認、福永晋
- 製作 - 片寄聰、伊藤憲二郎、富山幹太郎、井澤昌平、遠藤真郷、紀伊高明
- アニメーションプロデューサー - 神田修吉
- アニメーションコーディネーター - 吉川兆二
- 制作担当 - 小板橋司
- 脚本 - 松井亜弥
- 絵コンテ・演出 - 浅田裕二
- キャラクターデザイン・総作画監督 - 一石小百合
- 美術監督 - 春日礼児
- 色彩設計 - 佐藤美由紀、吉野紀通
- 撮影監督 - 白井久男
- CGIディレクター - 佐藤浩一郎
- 編集 - 辺見俊夫
- 音響監督 - 三間雅文
- 音楽プロデューサー - 齋藤裕二、佐野弘明
- 音楽 - 丸尾稔
- 作画監督 - 玉川明洋
- 動画検査 - 榎本冨士香、室岡辰一、齋藤友希、阿部由実
- 仕上げ - Wish
- 色指定・検査 - 村上由恵
- 背景 - じゃっく
- 美術監修 - 金村勝義
- プロパティデザイン - 近永健一
- 撮影 - スタジオコスモス
- CGI - OLM Digital
- CGIプロデューサー ‐ 坂美佐子
- CGIスーパーバイザー - 近藤潤
- 編集助手 - ジェイ・フィルム、野川仁、小守真由美
- 現像 - IMAGICA
- 音響プロデューサー - 南沢道義、西名武
- 音響効果 - 神保大介
- 制作デスク - 北村卓也
- 設定制作 - 鈴森龍
- 制作進行 - 生熊隆
- アニメーション制作 - OLM Team Koitabashi
- プロデューサー - 盛武源、小田原明子、岡本順哉、宮原俊雄
- 製作 - ピカチュウプロジェクト（The Pokémon Company、小学館、テレビ東京、タカラトミー、ジェイアール東日本企画、OLM、小学館集英社プロダクション）
- 監督 - 湯山邦彦

## 主題歌
エンディングテーマ「手をつなごう」
作詞 - 柳達基 / 作曲・編曲 - 宅見将典 / 歌 - 私立恵比寿中学（デフスターレコーズ）
テレビシリーズ『ポケットモンスター ベストウイッシュ シーズン2 デコロラアドベンチャー』のエンディングテーマとしても使用される。